# Vacina liofilizada contra a cólera
Vacina liofilizada contra a cólera é uma vacina de uso humano, obtida de estirpes dos próprios vibriões coléricos da espécie Vibrio cholerae. Depois de preparada, esta vacina torna-se uma suspensão com 8 x 109 bactérias/dose ou mais.